# ピーアールエヌ
株式会社ピーアールエヌは、かつて日本に存在した会社。旧法人名は株式会社プロレスリング・ノア。2016年10月31日までプロレスリング・ノアの運営を行っていた。2000年6月16日に設立（登記上は7月7日）。2017年2月1日に破産申請。プロレス団体の運営と関連事業は譲渡したノア・グローバルエンタテインメント株式会社より引き続き行われている。

## 歴史
2000年6月16日、全日本プロレスを離脱した所属選手とスタッフを中心に株式会社プロレスリング・ノアを設立して三沢光晴が初代代表取締役社長に就任。試合会場であるディファ有明に事務所と道場を構えた。8月5日、プロレス団体「プロレスリング・ノア」の旗揚げ戦をディファ有明で開催。
以降は所属選手と団体の関連商品の販売、リングマット上の広告料、ファンクラブ運営、テレビ放映権などを得るなどして事業規模を拡大。東京ドーム、日本武道館、有明コロシアム、地方各地での興行を展開して平成18年6月期には売上高15億8400万円を記録。
2009年3月、日本テレビでの地上波放送が打ち切り。6月、選手兼代表であった三沢が広島県立総合体育館 小アリーナ大会での試合中に事故死するアクシデントが発生。7月6日、田上明が2代目代表取締役社長に就任。しかし所属選手の退団や引退などが相次ぎ興行における集客が減少して経営状態が徐々に悪化していく。
2016年11月1日、株式会社プロレスリング・ノアから現商号に変更すると共に運営と関連事業をエストビー株式会社（現：株式会社CyberFight）に譲渡。
2017年2月1日、東京地方裁判所より破産手続開始決定を受ける。7月12日、法人格が消滅。

## 歴代役員
- 初代代表取締役社長 : 三沢光晴（2000年6月 - 2009年6月死去）
  - 取締役副社長 : 百田光雄
  - 専務取締役 : 大八木賢一（日本テレビ）
  - 常務取締役 : 永源遙（営業部長兼任）（2008年4月に取締役から昇格）
  - 取締役 : 田上明、小橋健太、仲田龍（リングアナウンサー。渉外部長→統括本部長兼任）、百田義浩（2000年11月死去）、小川良成（2001年12月就任）
  - 監査役 : 樋口寛治（GHC管理委員長兼任）
- 第2代代表取締役社長 : 田上明（2009年7月 - 2017年2月）
  - 取締役副社長 : 小橋健太（2011年9月退任）、丸藤正道（2016年1月辞任）
  - 常務取締役 : 早川久夫
  - 取締役 : 三井政司、森嶋猛（2015年12月退社）、杉浦貴（2011年10月 - 2016年1月辞任）
  - 相談役 : 百田光雄（2009年7月退社）、小川良成（2009年7月辞任）、永源遙（2012年3月一般職降格→2016年11月死去）
  - 監査役 : 浅野隆司、樋口寛治（2010年11月死去）
  - ゼネラルマネージャー : 仲田龍（2009年12月に相談役より配置転換→2012年3月一般職降格→2014年2月死去）